# Monica Aspelund
Monica Aspelund (Vaasa, 16 luglio 1946) è una cantante finlandese.
La cantante già all'età di 14 anni ha fatto uscire il suo primo singolo, soltanto nel 1974 il suo album di debutto venne pubblicato. 
Ha partecipato a le preselezioni Finlandesi dell'Eurovison del 1975, 1976, 1977, 1978. Riuscì a rappresentare la Finlandia nel '77 insieme alla sorella maggiore Ami Aspelund con la canzone Lapponia, qualificandosi decima. 
Aspelund divorzia nel 1980 e si trasferisce con i propri figli negli stati Uniti, qui continua la carriera da cantante sulle navi da crociera.
Torna in Finlandia nel 2010.

## Discografia
- Valkoiset laivat – Sininen meri (1974)
- Credo – minä uskon (1975)
- Monica ja Aarno Ranisen orkesteri (1975)
- Lapponia (RCA, 1977)
- En karneval (1978)
- Laulut ne elämää on (1979)
- Valentino's Day